# Cornel Șerban
Cornel Ilie Șerban, (* 24. srpna 1964) je bývalý rumunský zápasník – judista.

## Sportovní kariéra
Připravoval se v bukurešťském policejním klubu SC Dinamo. Kvůli snědší pleti měl přezdívku "Arab". V roce 1984 nebyl nominován na olympijské hry v Los Angeles na úkor zkušenějšího Constantina Niculaeho. V roce 1986 ukončil vysokoškolská studia a upřednostnil práci agenta tajné policie Securitate. Později se pohyboval v různých funkcích na rumunském ministerstvu vnitra (DGIPI). V roce 2009 byl obviněn z korupce.

## Výsledky
| Turnaj             | 1982           | 1983           | 1984           | 1985           | 1986           | 1987           |
| Turnaj             | 19             | 20             | 21             | 22             | 23             | 24             |
| Turnaj             | pololehká váha | pololehká váha | pololehká váha | pololehká váha | pololehká váha | pololehká váha |
| ------------------ | -------------- | -------------- | -------------- | -------------- | -------------- | -------------- |
| Mistrovství světa  |                | —              |                | —              |                | úč.            |
| Mistrovství Evropy | —              | —              | 5.             | 1.             | —              | ?              |
| ME juniorů         | 2.             |                |                |                |                |                |